# Червоный Жовтень (Донецкая область)
Червоный Жовтень (укр. Червоний Жовтень) / Балка (укр. Балка) — посёлок, входит в Снежнянский городской совет Донецкой области Украины. Находится под контролем самопровозглашённой Донецкой Народной Республики.

## География

#### Соседние населённые пункты по странам света
З: Мануйловка
СЗ: город Торез
С: город Снежное
СВ: Первомайское
В: Первомайский, Победа
ЮЗ:  Петровское
ЮВ: Степановка
Ю: —

## История
12 мая 2016 года Верховная Рада Украины присвоила посёлку название Балка в рамках кампании по декоммунизации на Украине. Переименование не было признано властями самопровозглашенной ДНР.

## Население
Население по переписи 2001 года составляло 47 человек.

## Общая информация
Телефонный код — 6256. Код КОАТУУ — 1414447101.

## Местный совет
86595, Донецкая обл., Снежнянский городской совет, пгт. Первомайский, ул. В. Буглаева, 12а, тел. 5-40-07.